# Werner Maltry
Werner Maltry (* 14. Januar 1931 in Berlin; † 25. Januar 2017 in Potsdam) war ein deutscher Landtechniker.

## Leben
Nach dem Abitur absolvierte er eine Lehre als Werkzeugmacher in den Wanderer-Werken in Chemnitz und studierte von 1952 bis 1957 an der damaligen TH Dresden mit der Vertiefung „Thermodynamik“ bei Norbert Elsner (1917–2001). Im Juni 1957 begann er am damaligen Institut für Landtechnik Potsdam-Bornim der Deutschen Akademie der Landwirtschaftswissenschaften (DAL) zu Berlin, heute Institut für Agrartechnik Potsdam-Bornim (ATB), unter Direktor Sylvester Rosegger und arbeitete zunächst an der Getreidetrocknung.
1961 promovierte er mit der Arbeit Ermittlung einiger trocknungsphysikalischer Eigenschaften von Weizen und deren thermodynamische Auswertung in einem i,X-Trocknungsdiagramm. Seine Habilitation erfolgte 1971 an der TU Dresden.
Als Honorarprofessor der Ingenieurhochschule für Landtechnik Berlin-Wartenberg lehrte er über mehr als 20 Jahre das Fach Grundlagen der Thermodynamik. Später widmete er sich den Grundlagen der Klimatisierung und Lagerung von Obst, Gemüse und Kartoffeln. Er wurde in den wissenschaftlichen Rat und das Direktorium des Max-Eyth-Institut für Agrar- und Umwelttechnik Potsdam-Bornim berufen.
Nachdem 1992 die Nachfolgeeinrichtung Leibniz-Institut für Agrartechnik gegründet war, leitete er bis zu seiner Pensionierung im Jahr 1996 die Abteilung Aufbereitung, Lagerung und Konservierung.
1993 wurde er Mitglied der Königlich Schwedischen Akademie der Land- und Forstwirtschaft.
Das Zentrum Brandenburgs ermittelte er in der Nähe des Fahrländer Sees.
Maltry starb im Alter von 86 Jahren.

## Veröffentlichungen
- mit Ernst Pötke: Landwirtschaftliche Trocknungstechnik; 1963
- Beiträge zur Trocknung von Getreide und Kartoffeln; 1965
- Zur Dimensionierung von Mammutpumpen; In: Deutsche Agrartechnik 18. Jg., Nr. 5. Mai 1968
- Beitrag zur Thermostatik, Thermodynamik un Regelungstechnik von Trocknungsprozessen, insbesondere des landwirtschaftlichen Heisslufttrocknungsprozesses; 1971
- mit M. Stolpe und W. Landgraf: Wirtschaftliches Trocknen : verfahrenstechnische und energiewirtschaftliche Grundlagen; 1975
- Verfahrenstechnik der Aufbereitung, Lagerung und Qualitätserhaltung pflanzlicher Produkte; 1994
- Lantbruket och agrarforskningen i det förenade Tyskland; 1994
- Anwendung wärme- und strömungstechnischer Grundlagen in der Landwirtschaft; 1996

## Belege
1. ↑   http://www.atb-potsdam.de/hauptseite-deutsch/ATB-aktuell/Rueckschau/Maltry_80.pdf@1@2Vorlage:Toter+Link/www.atb-potsdam.de+(Seite+nicht+mehr+abrufbar,+festgestellt+im+März+2018.+Suche+in+Webarchiven) Datei:Pictogram+voting+info.svg Info:+Der+Link+wurde+automatisch+als+defekt+markiert.+Bitte+prüfe+den+Link+gemäß+Anleitung+und+entferne+dann+diesen+Hinweis.
2. ↑   http://www.ua.tu-dresden.de/Detail_prof_CD.asp?Code=Elektrotechnik&Abschicken2=Suchen&ID=639@1@2Vorlage:Toter+Link/www.ua.tu-dresden.de+(Seite+nicht+mehr+abrufbar,+festgestellt+im+März+2018.+Suche+in+Webarchiven) Datei:Pictogram+voting+info.svg Info:+Der+Link+wurde+automatisch+als+defekt+markiert.+Bitte+prüfe+den+Link+gemäß+Anleitung+und+entferne+dann+diesen+Hinweis.
3. ↑   175 Jahre TU Dresden: Die Professoren der TU Dresden, 1828-2003; S. 187
4. ↑   http://www.dlg-verlag.de/der-dlg-verlag/autorenportraits/maltry-prof-dr-werner/dr-werner-maltry
5. ↑   https://www.tagesspiegel.de/berlin/brandenburg/in-fahrland-liegt-die-mitte-brandenburgs/1251380.html
6. ↑  Traueranzeige in der Märkischen Allgemeinen Zeitung vom 28. Januar 2017.

| Personendaten    | Personendaten           |
| ---------------- | ----------------------- |
| NAME             | Maltry, Werner          |
| KURZBESCHREIBUNG | deutscher Landtechniker |
| GEBURTSDATUM     | 14. Januar 1931         |
| GEBURTSORT       | Berlin                  |
| STERBEDATUM      | 25. Januar 2017         |
| STERBEORT        | Potsdam                 |